# يعسوبيات ضخمة
اليعسوبيات الضخمة أو متفاوتات الأجنحة الضخمة (الاسم العلمي: Meganisoptera) وهي رتبة منقرضة من الحشرات العملاقة، وتسمى أحيانا ذباب غرفين (الاسم العلمي: griffinflies). كانت الرتبة سابقا تسمى اليعسوبيات البدائية (الاسم العلمي: Protodonata)، بسبب مظهرها الشبيه باليعسوبيات الحديثة (الرعاشات الصغيرة واليعاسيب) وارتباطها المفترض بها. وقد عاشت في فترة حقبة الحياة القديمة (من الفحمي المتأخر وحتى البرمي المتأخر)(أي خلال الفترة بين 320 مليون سنة حتى 250 مليون سنة مضت). ورغم أن معظمها كانت أكبر من اليعاسيب الحديثة بقليل، الا أنها الرتبة تضم أكبر أنواع الحشرات المعروفة، مثل الميغانيورا موني (الاسم العلمي: Meganeura monyi) وميغاتيبوس [الإنجليزية] التي عاشت في الفحمي المتأخر، والأكبر منها التي عاشت في البرمي المبكر ميغانيوروبسيس البرمي، كان طول أجنحتها يصل إلى 71 سم.